# Kuusiku (Peipsiääre)
Kuusiku (Duits: Kunsika) is een plaats in de Estlandse gemeente Peipsiääre, provincie Tartumaa. De plaats heeft de status van dorp (Estisch: küla) en telt 31 inwoners (2021).
Tot in oktober 2017 behoorde Kuusiku bij de gemeente Vara. In die maand werd Vara bij de gemeente Peipsiääre gevoegd.
Kuusiku ligt aan de Tugimaantee 43, de secundaire weg van Aovere via Kallaste naar Kasepää.

## Geschiedenis
Kuusiku ontstond rond 1900 als Hoflage, een niet-zelfstandig landgoed, bij het landgoed van Warrol (Vara). Rond 1925 ontstond een nederzetting op het terrein van de vroegere Hoflage. In 1977 werd het gebied rond de kerk van Vara bij Kuusiku gevoegd.

## Kerk van Vara
De kerk van het buurdorp Vara, gewijd aan Birgitta van Zweden, ligt op het grondgebied van Kuusiku. Ze is aangesloten bij de Estische Evangelisch-Lutherse Kerk.
De eerste vermelding van een kerk bij Vara dateert van 1669. In de eerste helft van de 19e eeuw ging de houten kerk door brand verloren; in de jaren 1854-1855 werd op initiatief van de familie von Sievers, de eigenaren van het landgoed van Vara, een nieuwe, stenen kerk gebouwd. De kerk bezit nog een kerkklok die dateert uit 1736. In 1990 werd het altaarstuk, dat Christus aan het kruis voorstelde en in 1848 was geschilderd door F. Moritz, gestolen. In dat jaar schilderde H.Tuksam een nieuw altaarstuk met dezelfde voorstelling.
Op het kerkhof van de kerk staat een heilige eik, de Vara ohvritamm. Volgens de overlevering zou de eik 1000 jaar oud zijn. De omtrek is 5,2 meter, de hoogte 25 meter.

## Foto's

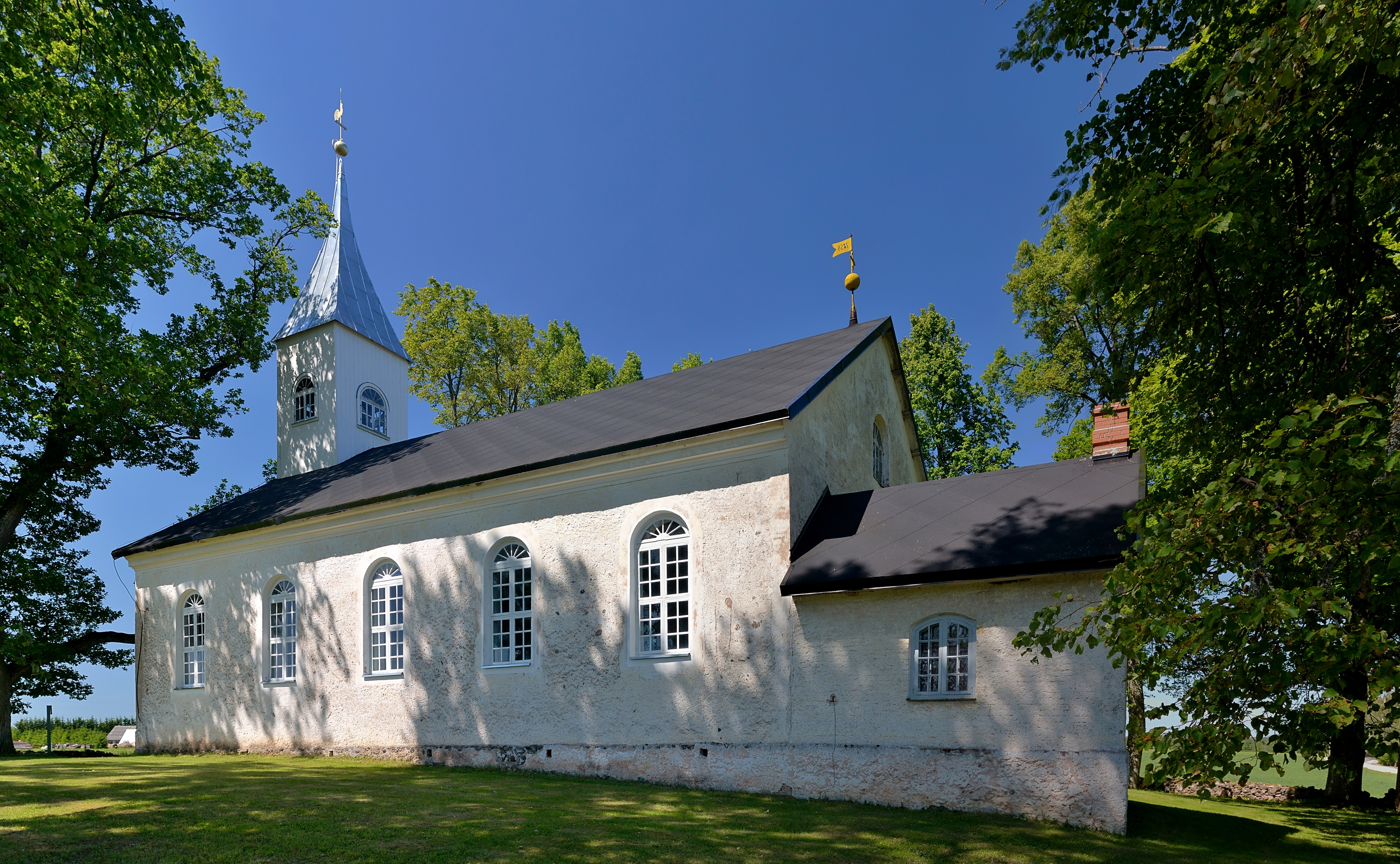
De kerk van Vara
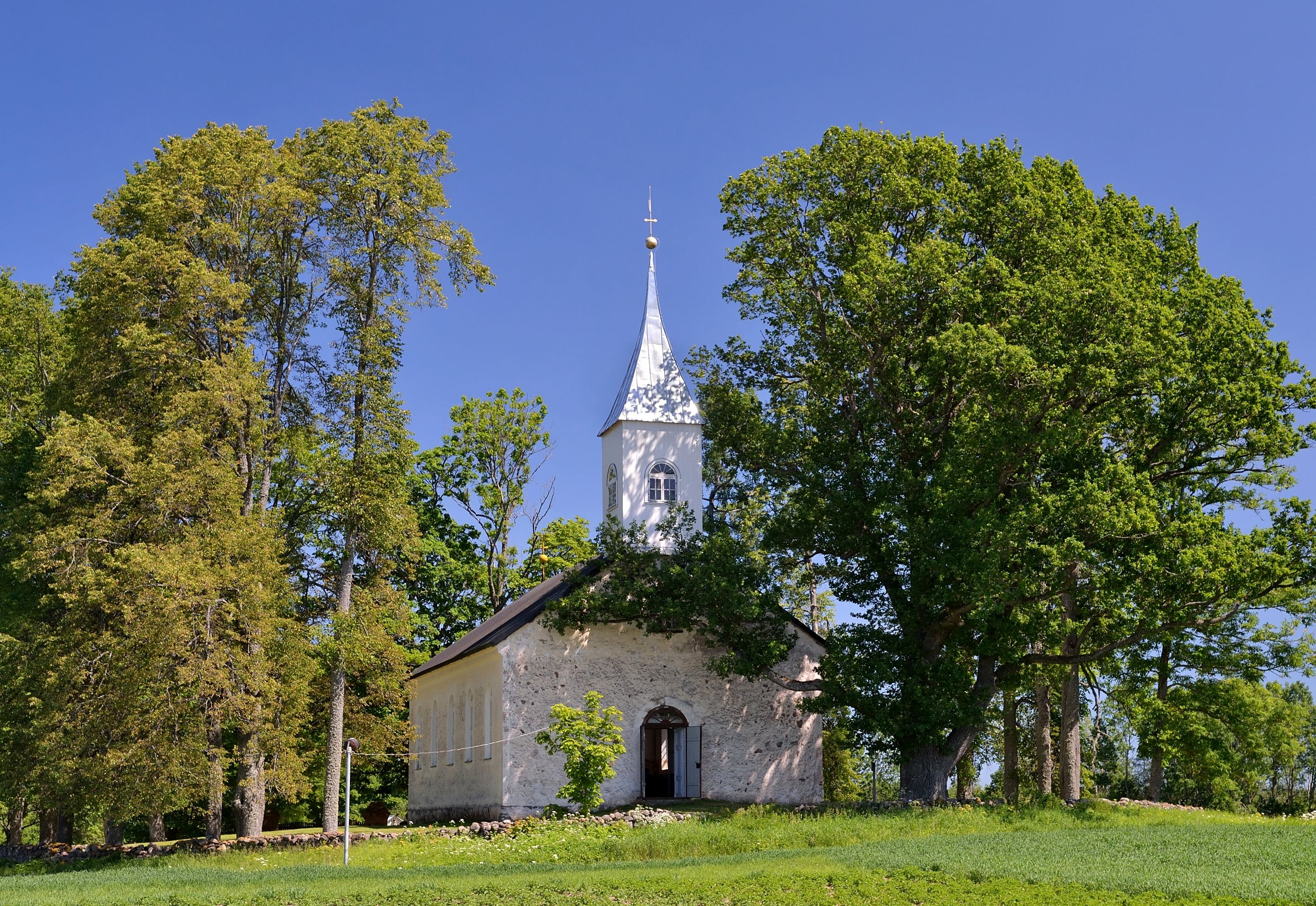
Vooraanzicht van de kerk met rechts de heilige eik